# Щербаха, Савва Саввич
Савва Саввич Щербаха (1877—?) — крестьянин, депутат Государственной думы II созыва от Таврической губернии.

## Биография
По национальности украинец («малоросс»). Принадлежал сельскому обществу села Петропавловки Бердянского уезда Таврической губернии. Получил начальное домашнее образование. Позднее окончил земское училище. Был чернорабочим. Занимался земледелием, имея 6 десятин земли.
6 февраля 1907 года избран в Государственную думу II созыва от съезда уполномоченных от волостей Таврической губернии. В Думе вошёл в состав Трудовой группы и фракции Крестьянского союза. 
Дальнейшая судьба и дата смерти неизвестны.

### Архивы
- Российский государственный исторический архив. Фонд 1278. Опись 1 (2-й созыв). Дело 504; Дело 553. Лист 5.